# Atrapados en el cielo
Atrapados en el cielo es el cuarto álbum de estudio del dúo argentino de rock Pastoral. Esta obra es considerada como el último trabajo de Pastoral antes del declive del dúo, el rompimiento luego de editarse mismo año el EP que le sigue, Mensaje mágico, y su posterior reencuentro.

## Producción
Atrapados en el cielo fue grabado y mezclado en Estudios El Dorado, en San Pablo, Brasil, para luego terminarse en Argentina, en Estudios Netto, bajo la firma del sello discográfico CABAL, discográfica involucrada con el dúo desde su álbum debut Pastoral.

## Contenido

### Lírico
El tema principal del álbum redunda en la locura del hombre. Asimismo, se destacan canciones como «El dueño de los muñecos» que desafiaba a la recién conformada dictadura militar argentina, la vida y los pensamientos retratados en «Así de simple» y «El espacio es de las aves», y hasta una guajira escrita por Erausquin en «Tema de Elida».

### Melodías e instrumentación
A diferencia de su antecesor Humanos con abundantes arreglos de cuerdas y orquestas, Atrapados en el cielo puso especial énfasis en los instrumentos de viento, gaitas, y con una preferencia hacia los ritmos sudamericanos. «Hermana realidad» (también conocida como «La realidad es mi hermana») tiene guiños hacia el estilo moderno de tango de Astor Piazzolla.

### Portada
El arte de tapa estuvo a cargo del ilustrador y fotógrafo Juan Oreste Gatti y muestra una escena surrealista: una porción del cielo vista desde los barrotes llenos de lágrimas de una prisión. El nombre del dúo se puede leer en la parte superior. En otra versión, la carátula frontal reemplazaba a la porción de cielo por la cara de De Michele, y por la cara de Erausquin en la carátula interior.

## Lanzamiento
Pastoral realiza multitudinarios conciertos en Chile, convirtiéndose así en uno de los primeros grupos de rock progresivos en realizar giras por el exterior. El 14 de abril de 1977 realizan un show en el estadio cubierto Luna Park, el cual se realiza a pesar de la veda impuesta a los conciertos de rock por la dictadura militar argentina.

## Lista de canciones
| Lista de canciones |                                |          |  |
| N.º                | Título                         | Duración |  |
| 1.                 | «Atrapados en el cielo»        | 3:54     |  |
| 2.                 | «El dueño de los muñecos»      | 5:00     |  |
| 3.                 | «Gime nenita»                  | 4:52     |  |
| 4.                 | «Tal vez también tenga nombre» | 3:58     |  |
| 5.                 | «Triste y antigua dama»        | 3:05     |  |
| 6.                 | «Hermana realidad»             | 4:57     |  |
| 7.                 | «Tema de Elida»                | 4:05     |  |
| 8.                 | «Así de simple»                | 3:20     |  |
| 9.                 | «El espacio es de las aves»    | 4:21     |  |

## Créditos y personal

### Músicos
- Alejandro de Michele (guitarras acústicas de 6 y 12 cuerdas, voz líder, guitarra española, percusión y coros)
- Miguel Ángel Erausquin (guitarra de 6 y 12 cuerdas, armónicas voz y coros)

| - Antenor Gandra (guitarra eléctrica) - Elías Almeida (guitarra eléctrica) - Hugo Villarreal (bajo eléctrico) - Guillermo Bordarampé (bajo eléctrico) - Willy Verdaguer (bajo eléctrico) - Alfredo Toth (bajo eléctrico) - Chicao Cobra (batería) - Juan Carlos "Mono" Fontana (batería) - Claudio (percusión) - Manolo Yanes (órgano) - Eduardo Asad (piano y melotrón) - Ara Tokatlian (flauta y saxo) - Richard Pearson (gaitas) - Dino Saluzzi (bandoneón) - Antonio Agri y su banda (instrumentos de cuerdas) | - Jorge Da Silva, José Luis Costa, Flavio Barrera, Joao Batista, Luis Carlos Batista ( técnicos de grabación) - Oswaldo Ferreira (masterización) - Billy Bond ( coordinación de producción) - Billy Bond y Pastoral (mezcla) - Milton Araujo (corte) - Jorge Álvarez (productor) - Juan Gatti (arte de tapa, fotografía e ilustración) - Pastoral (arreglos vocales e instrumentales) - Aníbal Forcada, Fofi Corro, Oscar (asistentes) - CABAL (sello discográfico) - Estudios Netto (Buenos Aires, Argentina) - Estudios El Dorado (San Pablo, Brasil) |